# Macrobiotus lorenae
Macrobiotus lorenae är en djurart som tillhör fylumet trögkrypare, och som beskrevs av Vladimir I. Biserov 1996. Macrobiotus lorenae ingår i släktet Macrobiotus och familjen Macrobiotidae. Inga underarter finns listade i Catalogue of Life.